# Ектродактилия
Ектродактилия е рядко генетично заболяване, при което средните три пръста на двата крака липсват, а крайните два са издължени и засукани навътре, подобно на щипци на рак. В телевизионния сериал „Клъцни-срежи“ от ектродактилия страда детето на доктор Макнамара.
- Ектродактилия на дясната ръка на едномесечно бебе
- Ектродактилия на дясния крак на едномесечно бебе
- Ектродактилия на крачетата на едногодишно дете